# Iers cricketelftal (mannen)
Het Iers cricketelftal is het nationale cricketteam dat Ierland en Noord-Ierland vertegenwoordigt. Pas in 1993 werd de bond toegelaten bij de ICC. Sinds 2017 heeft het land als elfde land en als tweede Europese land de status van testnatie gekregen.

## Successen
Ierland is relatief recent toegetreden tot de ICC. Sinds het aantreden is het spelniveau steeds beter geworden, getuige de status van testnatie. Tot nu toe zijn de internationale successen beperkt. Voor de eerste drie wereldkampioenschappen waaraan het mocht deelnemen wist het zich niet te plaatsen. Het debuut was in 2007 en de tweede ronde werd gehaald. In de twee volgende edities kwam het niet voorbij de eerste ronde en in 2019 werd het wk niet gehaald. Ook op het wereldkampioenschap Twenty20 is een tweede ronde de beste prestatie.
De prestigieuze ICC Trophy werd één keer gewonnen, in 2009. Dit is het afrondende toernooi van de wk-kwalificatie waar tot en met 2014 enkel de testlanden niet aan mee mochten doen. Op dat toernooi werd Ierland vier jaar daarvoor tweede. Vanaf 2018 doen ook een aantal testlanden mee die zich niet direct plaatsten voor het wk, waardoor het deelnemersveld een stuk sterker is geworden.
De ICC Intercontinental Cup, een voormalig toernooi bestaande uit first-class-wedstrijden waar alleen de grote testnaties niet aan mee mogen doen, won Ierland vier van de zeven keer.

## Resultaten op internationale toernooien

### Wereldkampioenschap
| 1975-1992: Geen ICC-lid 1996 · Niet gekwalificeerd 1999 · Niet gekwalificeerd | 2003 · Niet gekwalificeerd 2007 · Tweede ronde 2011 · Eerste ronde | 2015 · Eerste ronde 2019 · Geen deelname |

### Wereldkampioenschap Twenty20
| 2007 · Niet gekwalificeerd 2009 · Tweede ronde | 2010 · Eerste ronde 2012 · Eerste ronde | 2014 · Eerste ronde 2016 · Eerste ronde |

### Wereldkampioenschap testcricket
| 2021 · Niet gekwalificeerd |

### Overige belangrijke toernooien
| ICC World Cup Qualifier (ICC Trophy) | ICC Intercontinental Cup |
| --- | --- |
| - 1979-1990: Geen ICC-lid - 1994: Tweede ronde - 1997: Vierde - 2001: Achtste - 2005: Tweede - 2009: Winnaar - 2014: Reeds voor WK gekwalificeerd - 2018: Vijfde | - 2004: Eerste ronde - 2005: Winnaar - 2006-07: Winnaar - 2007-08: Winnaar - 2009-10: Vierde - 2011-13: Winnaar - 2015-17: Tweede |